# Akuma no riddle
Akuma no riddle (悪魔のリドル?, Akuma no ridoru, lett. "L'indovinello del diavolo"), anche noto come Riddle Story of Devil, è un manga scritto da Yun Kōga e disegnato da Sunao Minakata, serializzato sul Newtype di Kadokawa Shoten dall'8 agosto 2012 all'8 ottobre 2016. Un adattamento anime, diretto da Keizō Kusakawa e prodotto da Diomedéa, è stato trasmesso in Giappone tra il 3 aprile e il 19 giugno 2014.

## Trama
Tredici ragazze si trasferiscono nella "Classe Nera del decimo anno" (10年黒組?, 10-nen Kuro-Gumi) dell'accademia Myōjō. Di queste studentesse, dodici sono assassine di varia provenienza che hanno tutte il compito di uccidere la compagna rimanente, ossia una ragazza di nome Haru Ichinose. A chi commetterà l'omicidio per prima verrà concesso qualsiasi desiderio, ma se fallirà verrà espulsa dalla classe. Nonostante ciò, una delle assassine, Tokaku Azuma, si affeziona ad Haru e si mette dalla sua parte, con la promessa di proteggerla da tutte le altre compagne.

## Personaggi

Le protagoniste Tokaku Azuma e Haru Ichinose

Tokaku Azuma (東 兎角?, Azuma Tokaku)
Doppiata da: Ayaka Suwa
Nº 1 della Classe Nera, nonché protagonista della storia. È una ragazza fredda e distante che proviene dal famigerato clan Azuma, una temuta famiglia di assassini esperti. Sebbene sembri una persona molto forte grazie al suo stoicismo, in realtà lei è piuttosto debole dal punto di vista mentale, si fa influenzare facilmente dagli altri e per di più non riesce a prendere delle decisioni importanti per se stessa. Non le piacciono le persone che tentano di diventare più intime con lei e in particolar modo odia essere chiamata con il suo nome di battesimo, cosa che Haru riesce a fare solo grazie ad una specie di compromesso, cioè chiamandola "Tokaku-san". È abile con i coltelli ed ha riflessi eccezionalmente rapidi. Tuttavia ben presto si scopre che non ha mai ucciso nessuno prima d'ora, in quanto è rimasta condizionata dall'influenza di sua madre e sua zia che non volevano diventasse un'assassina come loro. Durante il suo soggiorno nella Classe Nera, diventa la protettrice di Haru per motivi non ben chiari neppure a se stessa.
Haru Ichinose (一ノ瀬 晴?, Ichinose Haru)
Doppiata da: Hisako Kanemoto
Nº 13 della Classe Nera, nonché secondo personaggio principale della storia. È una ragazza allegra e brillante che mira a diventare amica di tutte le sue compagne di classe. È gentile e ingenua con tutti, fino a quando questi non diventano ostili nei suoi confronti. È l'obiettivo che tutti i membri della Classe Nera, ad eccezione di Tokaku, cercano di uccidere. Ha delle strane cicatrici sulle cosce, le quali vengono scoperte da Tokaku quando quest'ultima le alza la gonna a tradimento. Più tardi si scopre però che ha in realtà cicatrici su tutto il suo corpo.
Isuke Inukai (犬飼 伊介?, Inukai Isuke)
Doppiata da: Azumi Asakura
Nº 2 della Classe Nera, ossia una ragazza egoista ed arrogante che è molto schietta, non ha peli sulla lingua ed ama comandare le altre persone (come quando costringe Haruki a farsi chiamare "Isuke-sama"). I suoi genitori sono gay e non sono legati a lei da alcun legame di sangue. La sua "madre adottiva", un killer professionista chiamato Esuke, la salvò infatti da bambina dalla sua vera famiglia che aveva già ucciso suo fratello e che era solita fare uso di violenza anche su di lei. Dopo aver ucciso i suoi genitori biologici, Esuke la adottò e la allenò per farla diventare la sua succeditrice (il "padre adottivo" invece ha un lavoro normale e, apparentemente, è inconsapevole della vera occupazione sia di Esuke che di Isuke). Isuke inoltre è molto abile con le lame e perciò la sua specialità sono i combattimenti ravvicinati.
Kōko Kaminaga (神長 香子?, Kaminaga Kōko)
Doppiata da: Haruka Yoshimura
Nº 3 della Classe Nera, nonché rappresentante di classe. È una ragazza tranquilla ed amante dei libri che tende sempre a mantenere un po' le distanze con tutti e che utilizza gli esplosivi per combattere. È un'orfana che è stata cresciuta da una chiesa cristiana proprio con lo scopo di diventare un giorno un'assassina professionista. Tuttavia, nonostante la formazione, Kōko non è tagliata per la vita da assassina, cosa di cui si rende conto solo dopo aver fatto saltare in aria accidentalmente il suo stesso mentore. Il suo desiderio in cambio dell'assassinio di Haru è quello di poter lasciare questo stile di vita una volta per tutte.
Hitsugi Kirigaya (桐ヶ谷 柩?, Kirigaya Hitsugi)
Doppiata da: Mami Uchida
Nº 4 della Classe Nera, ovvero una ragazza dall'aspetto molto simile a quello di una studentessa delle elementari. Ha un cattivo senso dell'orientamento, tanto che si perde appena arrivata all'accademia Myōjō. Anche se si presenta come il classico tipo affabile, è in realtà "Angel Trumpet", un'assassina straordinariamente abile col veleno che ha ucciso anche la figlia del mentore di Chitaru. Durante il suo soggiorno all'Accademia Myōjō, Hitsugi si innamora proprio di Chitaru e, provando una forte gelosia nei suoi confronti, mette persino fuori gioco Shiena per aver provato qualcosa per lei, facendola così espellere dalla classe.
Shiena Kenmochi (剣持 しえな?, Kenmochi Shiena)
Doppiata da: Yūki Yamada
Nº 5 della Classe Nera, ovvero una ragazza allegra e un po' sbadata che eccelle nell'analisi dell'avversario, tanto che riesce a capire lo stile di combattimento di Chitaru ed Hitsugi semplicemente guardandole con attenzione. Fa parte di una organizzazione denominata "Licenziamento Collettivo", composto da vittime di gravi casi di bullismo, e ovviamente è spietata verso chiunque si comporti da bullo. Pianifica di uccidere Haru nel giorno del loro spettacolo teatrale, tuttavia la notte della sua consegna della notifica viene catturata e messa fuori gioco da Hitsugi, la quale la avvelena per aver osato provare qualcosa nei confronti di Chitaru. Di conseguenza diventa la quarta studentessa della Classe Nera ad essere espulsa mentre viene ricoverata in ospedale, in quanto viene giudicata incapace di riprendere il tentativo di assassinio di Haru prima dello scadere delle 48 ore.
Haruki Sagae (寒河江 春紀?, Sagae Haruki)
Doppiata da: Fumiko Uchimura
Nº 6 della Classe Nera, ossia una ragazza un po' maschiaccia ma alla moda che mangia sempre Pocky. È piuttosto spensierata, calma e rilassata, ma è anche molto legata alla sua famiglia adottiva, dove ha molti fratelli e sorelle, e vuole tenerla protetta e al sicuro a tutti i costi. È pronta a fare qualsiasi cosa pur di raggiungere i suoi obiettivi e quando viene a sapere da Nio che anche morendo il suo desiderio sarebbe stato esaudito, organizza una trappola con l'intenzione di uccidere anche se stessa. Successivamente, sebbene riesca a sopravvivere, rimane comunque delusa dal suo fallimento.
Suzu Shutō (首藤 涼?, Shutō Suzu)
Doppiata da: Chika Anzai
Nº 7 della Classe Nera, una ragazza un po' sorniona che ama essere fisicamente attiva e in forma. Il suo desiderio è trovare una cura per la sindrome di Highlander, che l'ha costretta a non invecchiare normalmente. Quando la Classe Nera organizza un party in piscina, Suzu installa una bomba a tempo sul collo di Haru, che può essere disattivata solo con una password a 4 cifre che coincide con la data di nascita (15 luglio) del suo vecchio amore. Dopo che Tokaku riesce ad identificare la password, Suzu si arrende senza rimpianti.
Otoya Takechi (武智 乙哉?, Takechi Otoya)
Doppiata da: Manami Numakura
Nº 8 della Classe Nera, soprannominata "Jack lo squartatore del XXI secolo" al di fuori dell'accademia Myōjō per le sue abitudini da serial killer. È una sadica che nasconde la sua vera natura sotto le apparenze di una ragazza estremamente giocosa. La sua ossessione principale sono le forbici, di cui porta sempre con sé una buona scorta in un sacchetto intorno alla vita. La ragione per cui vuole uccidere Haru Ichinose è che desidera fortemente l'assicurazione da serial killer, la quale le permetterebbe così di continuare i suoi omicidi senza alcun timore di essere catturata. Ha sempre molta paura di Nio, in quanto è a conoscenza della sua vera natura.
Chitaru Namatame (生田目 千足?, Namatame Chitaru)
Doppiata da: Sachika Misawa
Nº 9 della Classe Nera, ossia una ragazza dall'atteggiamento principesco e maturo. È colei che ha mostrato la strada ad Hitsugi quando questi si è persa nell'accademia Myōjō, rimanendo quasi sempre insieme a lei da quel momento in poi. Pur facendo parte della classe di Haru, in realtà non ha alcun interesse nell'ucciderne l'obiettivo, in quanto il suo vero scopo è quello di vendicare la figlia del suo mentore eliminandone l'assassino, ovvero Angel Trumpet.
Nio Hashiri (走り 鳰?, Hashiri Nio) / Nio Kuzunoha (葛葉 鳰?, Kuzunoha Nio)
Doppiata da: Yoshino Nanjō
Nº 10 della Classe Nera, ossia una ragazza energica ed ottimista, che è molto brava nel farsi gli affari delle altre persone e che, di tanto in tanto, è anche capace di mostrarsi molto pericolosa. Pur facendo parte della Classe Nera, è anche affiliata in qualche modo all'accademia, dove lavora per la presidentessa Meichi Yuri. Indossa sempre abiti che coprono tutto il suo corpo, al fine di nascondere i grandi tatuaggi che raffigurano due uccelli. Più tardi si scopre che proviene dalla famigerata famiglia dei Kuzunoha (rivale degli Azuma), formata da assassini esperti e molto temuti che utilizzano le arti sciamaniche. Dopo aver incontrato Meichi, Nio ha promesso di servirla per tutta la vita, cambiando il suo cognome da "Kuzunoha" ad "Hashiri".
Sumireko Hanabusa (英 純恋子?, Hanabusa Sumireko)
Doppiata da: Miho Arakawa
Nº 11 della Classe Nera, una ragazza dal corpo piuttosto fragile che è la figlia dell'amministratore delegato di un'azienda finanziaria. Più tardi si scopre che lei, proprio come Haru, ha passato gran parte della sua vita ad essere oggetto di attentati, tanto che in uno di questi ha finito pure per perdere gli arti, i quali le sono stati poi sostituiti con delle protesi costituite da potenti parti robotiche che possono essere scambiate con vari gadget ed armi e che di conseguenza l'hanno resa un cyborg a tutti gli effetti. Dopo aver invitato Haru ad un tea party ed aver cercato poi di attaccarla con l'obiettivo di dimostrare chi è la "regina" più forte tra loro due, viene superata in astuzia da lei e buttata giù dal tetto della scuola.
Mahiru Banba (番場 真昼?, Banba Mahiru) / Shinya Banba (番場 真夜?, Banba Shin'ya)
Doppiata da: Yuka Ōtsubo
Nº 12 della Classe Nera, una ragazza timida e riservata che ha spesso difficoltà ad esprimersi. È facilmente soggetta a bullismo ed è spesso indifesa. Tuttavia, appena tramonta il sole, la sua doppia personalità, Shinya, prende il sopravvento. Shinya è l'esatto opposto di Mahiru e si riferisce a se stessa col termine ore (俺? un modo altezzoso per fare riferimento a se stessi che di solito viene associato ai maschi), assumendo un comportamento aggressivo, ostile e per certi versi instabile. La doppia personalità di Mahiru è nata come protezione dagli abusi, implicitamente sessuali, ricevuti da bambina, durante i quali i flash delle fotocamere del suo aggressore le hanno fatto poi sviluppare anche una certa paura nei confronti della luce intensa (motivo principale per cui Shinya si fa vedere solo di notte ed è per l'appunto sensibile alla luce). La cicatrice presente sul lato sinistro del suo viso se l'è procurata nel momento in cui ha assalito ed ucciso il suo violentatore. Shinya è anche dotata di un'incredibile forza fisica che le permette di usare armi pesanti come i martelli, ma allo stesso tempo non può affaticarsi troppo a lungo e perciò si deve riposare ogni tanto.
Kaiba (カイバ?)
Doppiato da: Tomokazu Sugita
Un uomo misterioso che fa da maestro a Tokaku e che le invia periodicamente dei messaggi di testo contenenti vari indovinelli ai quali in realtà non si può individuare una risposta pienamente corretta. Il suo obiettivo sembra essere quello di far trovare a Tokaku le risposte che ella cerca per se stessa.
Ataru Mizorogi (溝呂木 辺?, Mizorogi Ataru)
Doppiato da: Takahiro Sakurai
Il coordinatore di classe della Classe Nera. È un insegnante eccentrico, eccessivamente entusiasta e dedito al suo lavoro che non è a conoscenza della vera occupazione delle sue alunne. Ogni volta che una sua studentessa viene espulsa dopo non essere stata in grado di uccidere Haru, come spiegazione gli viene detto che essa si è trasferita altrove per motivi sconosciuti.
Meichi Yuri (百合 目一?, Yuri Meichi)
Doppiata da: Yoshiko Sakakibara
La preside della scuola nonché il supervisore della Classe Nera, la quale fa parte dello stesso clan di Haru. Ha creato la Classe Nera solo per poter scoprire se Haru è in grado di sopravvivere contro dodici assassine oppure no, in modo da risvegliare la sua abilità di "ape regina" e farla diventare a tutti gli effetti il nuovo capo del clan. È anche la tutrice di Nio, la quale si dice fu salvata da lei dal clan Kuzunoha tramite la sua abilità di "ape regina".

## Media

### Manga
Il manga, scritto da Yun Kōga e disegnato da Sunao Minakata, è stato serializzato sulla rivista Newtype di Kadokawa Shoten dall'8 agosto 2012 all'8 ottobre 2016. I vari capitoli sono stati raccolti in cinque volumi tankōbon, pubblicati tra il 6 luglio 2013 e il 10 dicembre 2016. In America del Nord i diritti sono stati acquistati da Seven Seas Entertainment.

#### Volumi
| Nº | Data di prima pubblicazione | Data di prima pubblicazione | Data di prima pubblicazione |
| Nº | Giapponese                  | Giapponese                  |                             |
| -- | --------------------------- | --------------------------- | --------------------------- |
| 1  | 6 luglio 2013               | ISBN 978-4-04-120788-8      |                             |
| 2  | 10 marzo 2014               | ISBN 978-4-04-121056-7      |                             |
| 3  | 10 dicembre 2014            | ISBN 978-4-04-102459-1      |                             |
| 4  | 26 gennaio 2016             | ISBN 978-4-04-103446-0      |                             |
| 5  | 10 dicembre 2016            | ISBN 978-4-04-105048-4      |                             |

### Anime
Un adattamento anime, diretto da Keizō Kusakawa e prodotto da Diomedéa, è stato trasmesso in Giappone tra il 3 aprile e il 19 giugno 2014. La composizione della serie è stata affidata a Kiyoko Yoshimura e il character design è stato sviluppato da Naomi Ide. La sigla di apertura è Sōshō innocence (創傷イノセンス? lett. "Innocenza ferita") di Maaya Uchida, mentre quelle di chiusura cambiano di episodio in episodio e sono tutte cantate a turno dalle doppiatrici. I diritti sono stati acquistati da Funimation in America del Nord, da Madman Entertainment in Australia, da Anime Limited nel Regno Unito e da Crunchyroll in altre parti del mondo. Un episodio OAV è stato pubblicato insieme al settimo volume BD/DVD dell'edizione home video della serie il 17 dicembre 2014.

#### Episodi
| Nº  | Titolo italiano (traduzione letterale) Giapponese 「Kanji」 - Rōmaji                                                                         | In onda          | In onda |
| Nº  | Titolo italiano (traduzione letterale) Giapponese 「Kanji」 - Rōmaji                                                                         | Giapponese       |         |
| 1   | Il mondo è pieno di __ 「世界は□□に満ちている」 - Sekai wa □□ ni michiteiru                                                                  | 3 aprile 2014    |         |
| 2   | Che cosa risiede nel tuo cuore? 「胸の中にいるのは？」 - Mune no naka ni iru no wa?                                                          | 10 aprile 2014   |         |
| 3   | Cos'è rosso, ma non è rosso? 「赤いのに赤くないのは？」 - Akai no ni, akakunai no wa?                                                        | 17 aprile 2014   |         |
| 4   | Cosa arriva improvvisamente, senza andarsene più? 「突然やってきて、帰ることのないものは？」 - Totsuzen yattekite, kaerukoto no nai mono wa? | 24 aprile 2014   |         |
| 5   | Di cosa hai bisogno per liberare un uccello in gabbia? 「籠の鳥を外に出すには？」 - Kago no tori o sotonidasu ni wa?                         | 1º maggio 2014   |         |
| 6   | I bei fiori hanno il loro ___ 「綺麗な花には□□がある」 - Kirei na hana ni wa □□ ga aru                                                       | 8 maggio 2014    |         |
| 7   | Che cosa non può essere mai raggiunto? 「永遠に追い越せないものは？」 - Eien ni oikosenai mono wa?                                           | 15 maggio 2014   |         |
| 8   | Quale guardiano sta mentendo? 「嘘つきの門番はどちら？」 - Usotsuki no monban wa dochira?                                                    | 22 maggio 2014   |         |
| 9   | Che cosa risiede nel tuo cuore? (Prova supplementare) 「胸の中にいるのは？(追試)」 - Mune no naka ni aru no wa? (Tsuishi)                    | 29 maggio 2014   |         |
| 10  | Chi è la regina? 「女王はだれ？」 - Jo-ō wa dare?                                                                                            | 5 giugno 2014    |         |
| 11  | Come distinguere un "plauso" da una "maledizione" 「『祝』と『呪』の見わけ方」 - "Kotohogi" to "noroi" no miwake-kata                        | 12 giugno 2014   |         |
| 12  | Quindi il mondo è pieno di __ 「ゆえに世界は□□に満ちている」 - Yueni sekai wa □□ ni michiteiru                                               | 19 giugno 2014   |         |
| OAV | |                  |         |
| 13  | Chi è il vincitore? (Test a sorpresa) 「勝者はだれ?（抜き打ちテスト）」 - Shōsha wa dare? (Nukiuchi tesuto)                                  | 17 dicembre 2014 |         |